# محقن مهبلي

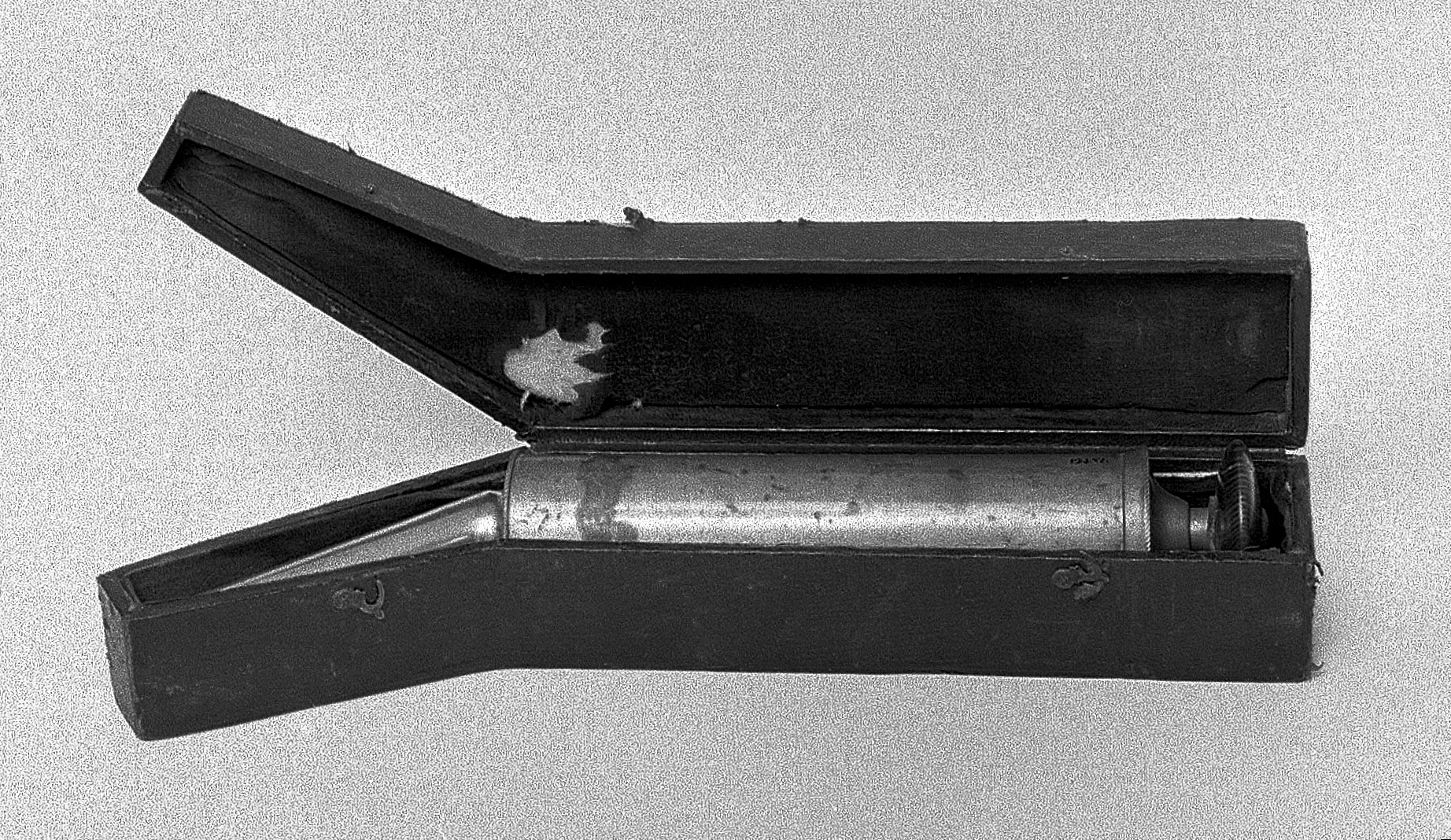
محقنة مهبلية من القرن التاسع عشر في عبوتها

المحقن المهبلي هي أداة استخدمت في القرن التاسع عشر في العالم الغربي لغسل المهبل وعلاج الأمراض وتحديد النسل. كانت المحاقن المهبلية شائعة إلى حد ما في ذلك الوقت، ولكنها لم تناقش علنًا بسبب المحرمات حول مناقشة النظافة الأنثوية. غالبا ما تُصنع المحاقن المهبلية من المعدن والزجاج أو الباكليت.

## التاريخ
يتم تسويق المحاقن المهبلية تحت أسماء مختلفة، مثل تلك التي تنتجها شركة نيويورك تحت مسمى «صديق السيدة» أو «المحاقن الماسية رقم 10». كان من المهم بالنسبة للشركات المصنعة أن تكون غامضة في تسويقها لتلك المحاقن كي لا يتم القبض عليها بتهمة الفحش، مثلما حدث مع عزرا هيوود في الإعلان عن حقنة مهبلية في صحيفته في عام 1882.  وقد شاركته في هذه القضية زوجته، أنجيلا هيوود والتي تحدثت بصراحة عن تحديد النسل والنظافة الأنثوية على أنه «حق طبيعي للمرأة». وتم اعتقال آخرين، مثل سارة تشيس، لبيع المحاقن المهبلية كوسيلة لتحديد النسل.
تم تسجيل المحاقن المهبلية في رسومات فنان في القرن السابع عشر، وهو جان ستين. وقد حصلت بعض النساء على براءة اختراع المحاقن المهبلية لاستخدامها لتحديد النسل في وقت مبكر من نموذج 1879 الذي وضعته آن بالمر.

## علاج الأمراض والغسل
استخدمت المحاقن المهبلية لعلاج أمراض مثل سرطان الدم أو مرض «التهاب أحشاء الحوض» عن طريق حقن الماء أو الماء والمواد الكيميائية في المهبل. كما استخدمت المحاقن المهبلية لعلاج تقلصات الدورة الشهرية. كما تم استخدام الحقنة المهبلية لتعزيز الفكرة الفيكتورية أن الغسل كان وسيلة مناسبة للنظافة الأنثوية.
وبحلول الثلاثينيات من القرن العشرين، أفاد «العديد من أطباء أمراض النساء ذوي السمعة الطيبة» بأن «الاستخدام المعتاد للحقن المهبلي» كان غير صحي.

## تحديد النسل
كانت الحقنة المهبلية كوسيلة لتحديد النسل متاحة للنساء في أوائل القرن التاسع عشر. في ستينات القرن التاسع عشر، دعا هنري ديير غريندل إلى استخدام المحاقن المهبلية كوسيلة لقتل المني في المهبل بعد الجماع.
استخدمت النساء أنواعًا مختلفة من المواد الكيميائية لقتل الحيوانات المنوية مع المحاقن المهبلية بما في ذلك كلوريد الزنك وصودا الخبز والخل والبوراكس وحاء البلوط الأبيض وحمض الكربوليك والتوليفات الكيميائية الأخرى. بعض المواد الكيميائية التي استُخدمت «كانت قادرة على إحداث الإجهاض».